# Theodoor Willem Johannes Juynboll

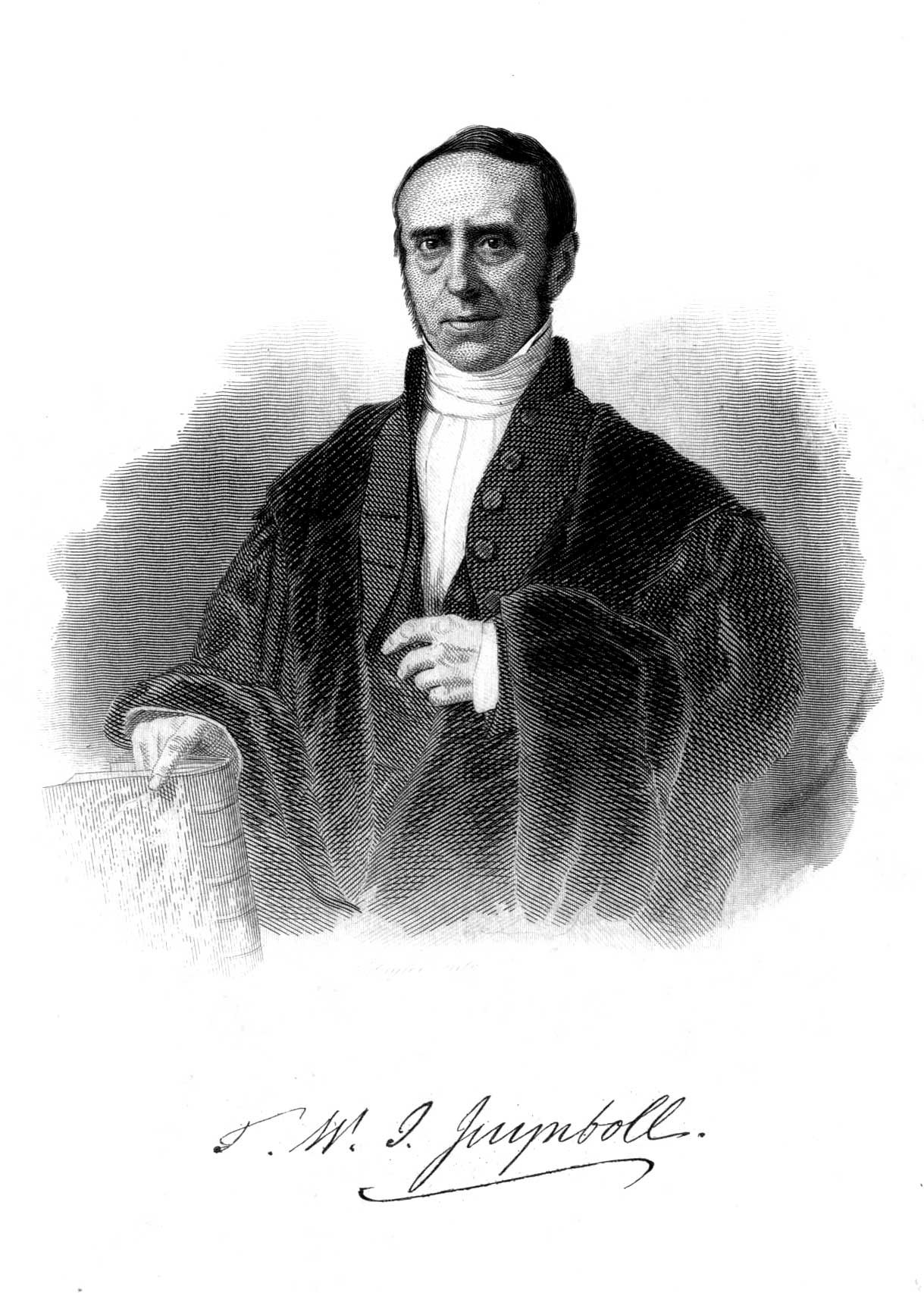
Theodoor Willem Johannes Juynboll

Theodoor Willem Johannes Juynboll auch: Theodorus Willem Johannes Juijnboll, Theodorus Guiliemus Johannes Juynboll (* 6. April 1802 in Rotterdam; † 16. September 1861 in Leiden) war ein niederländischer reformierter Theologe und orientalischer Philologe.

## Leben
Theodoor Willem Johannes Juynboll war Sohn von Gualterus Johannes Juynboll und dessen Frau Catharina Johanna Pla. Seine Mutter verlor er im Alter von fünf Jahren. Einige Jahre später fand er in seiner Stiefmutter Johanna Deel eine neue Bezugsperson. Seine Eltern zogen nach Den Haag, wo er die Lateinschule besuchte. Danach studierte er an der Universität Leiden, wo er sich am 20. August 1821 mit den Studienfächer Theologie und semitische Sprachen immatrikulierte. Seine prägenden Lehrer wurden hier Hendrik Arent Hamaker (1789–1835) und Johannes Henricus van der Palm. Nachdem er sich als Student mit der Arbeit Commentatio de causis, quare regnum Judae diutius perstiterit quam regnum Israël (Löwen 1824) einen Namen gemacht hatte, promovierte er am 22. Juni 1828 mit der Abhandlung Disputatio de Amoso ejusque scriptis ac veteribus eorum interpretibus, pars prima zum Doktor der Theologie.
Im August 1828 erhielt er seine Zulassung zum Pfarrdienst und wurde am 28 desselben Monats als Pfarrer nach Voorhout berufen. Dort war er vom 16. November 1828 bis zum 12. Juni 1831 tätig. Am 24. Januar 1831 erhielt er eine Berufung als Professor für orientalische Sprachen an das Athenaeum in Franeker, welche Aufgabe er am 22. Juni 1831 mit der Einführungsrede de hodierna studii linguarum orientalium conditione übernahm. Hier unterrichtete die hebräische und semitische Sprachen und jüdischen Altertümer. Später behandelte er auch die Einleitung in das alte Testament und arabische Schriftsteller. Er hatte auch das wechselnde Rektorat der Bildungseinrichtung von 1834 bis 1836 inne, welches er mit der Rede de H.A. Hamakero, studii literarum Orientalium in patria nostra vindice praeclaro niederlegte.
1840 erhielt er per königlichen Beschluss einen Ruf als Professor der orientalischen Sprachen und hebräischen Geschichte an die Universität Groningen. Diese Aufgabe trat er am 25. März 1841 mit der Rede de gente Sammaritano an. Hier erhielt er am 4. März 1845 vom Senat der Groninger Hochschule die Ehrendoktorwürde der Philosophie. Am 7. Januar 1845 erhielt er einen Ruf als Professor an der philosophischen Fakultät der Universität Leiden, mit dem Lehrauftrag für die orientalischen Sprachen Arabisch, Chaldäisch, Syrisch und Hebräisch. Dieses Amt trat er am 21. Juni 1845 mit der Rede de praecipuis progressibus, quos literae Semiticae hoc ipso decennio fecerunt an. In Leiden beteiligte er sich auch an den organisatorischen Aufgaben der Hochschule und war 1853/54 Rektor der Alma Mater. Diese Aufgabe legte er mit der Rede de Codicum Orientalium, quae in Academia Lugduno-Batava servantur Bibliotheca nieder.
Der Königlich Niederländischen Akademie der Wissenschaften gehörte er ab 1840 als korrespondierendes und ab 1855 als ordentliches Mitglied an.
Juynboll hatte sich am 5. Mai 1829 in Voorhout verheiratet mit Wilhelmina Eva Verkouteren (1802; † 12. Januar 1871). Aus der Ehe stammt unter anderem der Sohn Abraham Wilhelm Theodorus Juynboll (1833–1887), welcher als Philologe ebenfalls Bedeutung erlangte.

## Werke (Auswahl)
- Commentatio ad quaestionem ab Ordine Philosophorum et Literatorum propositam: Exponantur causae quibus effectum sit, ut regnum Iudae diutius persisteret quam regnum Israel. Löwen 1824 (Online)
- Disputatio de Amoso ejusque scriptis ac veteribus eorum interpretibus, pars prima. Leiden 1828 (Online)
- Oratio de hodierna studii linguarum orientalium conditione. Franeker 1832 (Online)
- Oratio de Henrico Arentio Hamakero, studii literarum o. o. in patria nostra vindice praeclaro, Dicta publice Die XXI septembris A. MDCCCXXXVI, Quum athenaei, quod Franequerae est, regundi munus solenni ritu deponeret. 1837 (Online)
- Letterkundige Bijdragen. Leiden 1838, 3. Teile
- Sermo de Henrieo Engelino Wyers. Groningen, 1844
- Commentarii in historiam gentis Samaritanae. Leiden 1846 (Online)
- Chronicon samaritanum arabice conscriptum cui titulus est Liber Josuae. Leiden 1848
- Lexicon geographicum. 1853, (Online), 1859 (Online)
- Abü'l-Mahäsin ibn Tagri Bardii Annales. Leiden 1857 (Online)